# Bureau cylindre
Le bureau à cylindre dit aussi secrétaire à cylindre est une forme de bureau qui ressemble au bureau Mazarin ou bureau plat équipé d’un nid d’étagères et tiroirs en arrière-plan et d’un plan de travail au premier plan. Un rideau en quart de cercle coulisse pour permettre de fermer le bureau. 

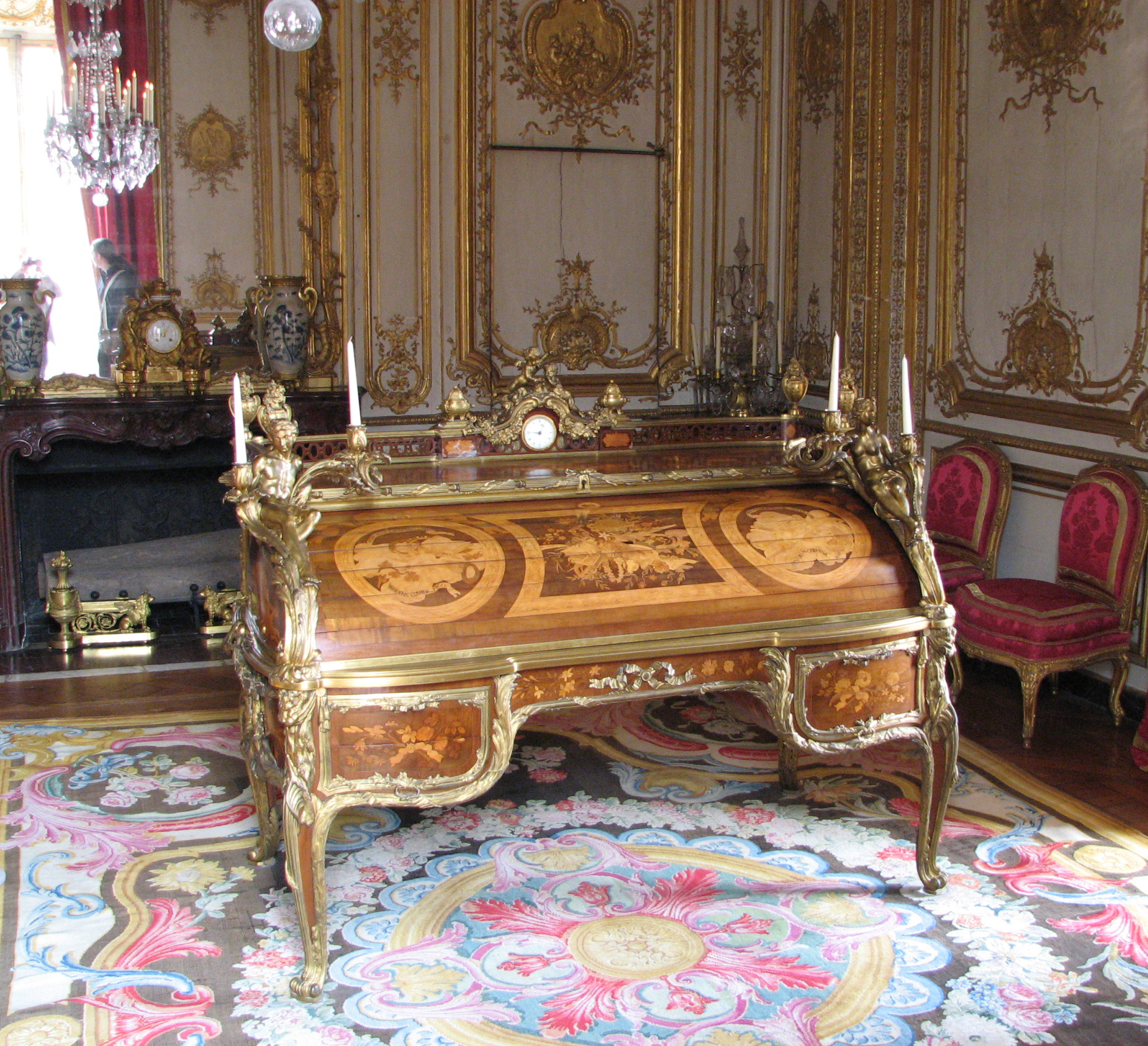
Le secrétaire à cylindre de Louis dans le Cabinet intérieur du roi, à Versailles.

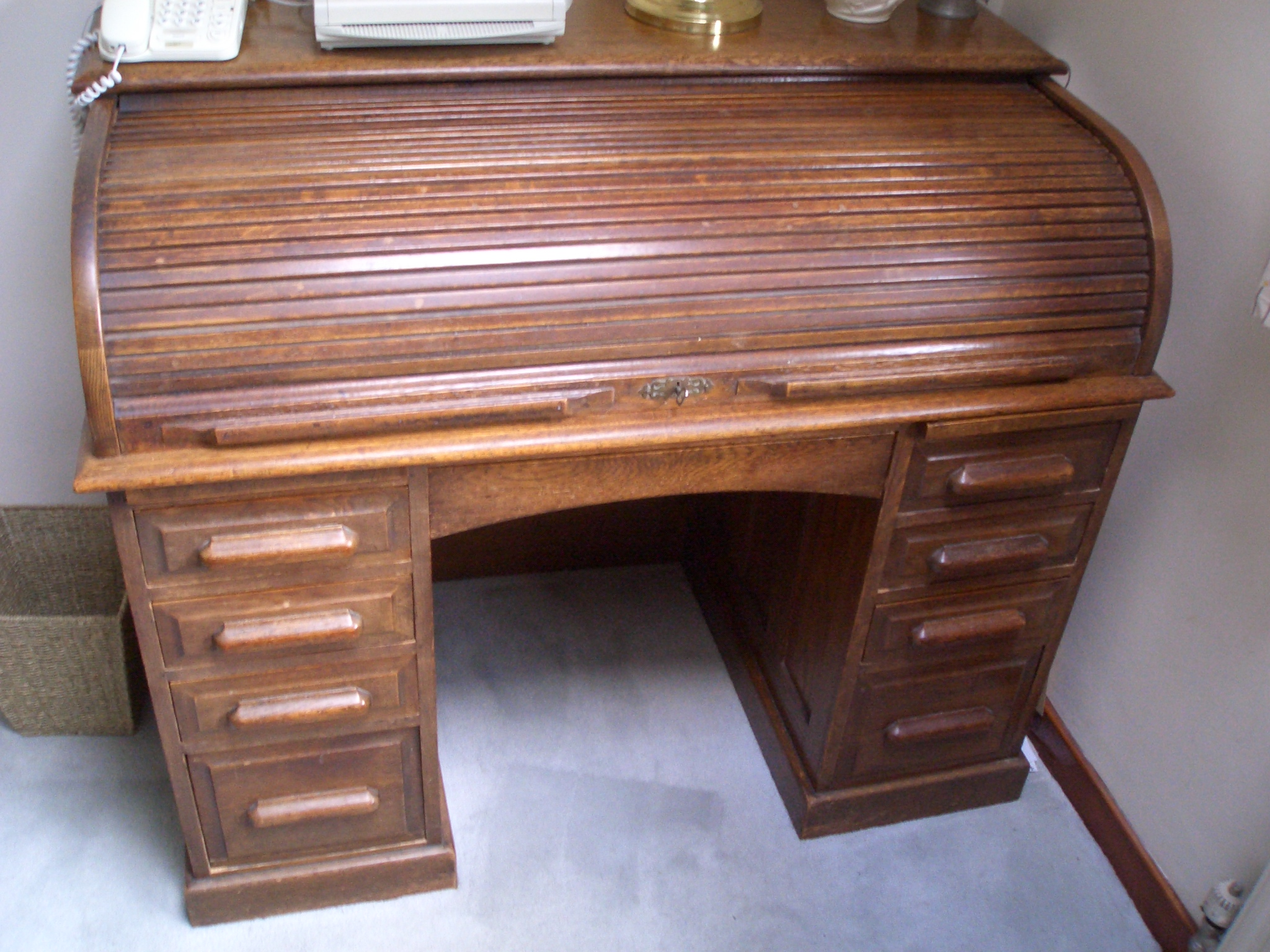
Bureau cylindre ouvrant par huit tiroirs répartis sur deux caissons.

Le bureau à cylindre est aussi appelé « bureau Kaunitz », car il fut apparemment introduit en France dans la première moitié du XVIIIe siècle par Wenzel Anton von Kaunitz, ambassadeur de l’Empire Habsbourg à la cour de France.
Le bureau de ce type, célèbre de par son propriétaire, le bureau du Roi aussi appelé « secrétaire à cylindre de Louis XV » et qui se trouve au château de Versailles, dans le Petit appartement du roi.
- Style Louis XVI: ce bureau devient courant sous Louis XVI. De grande taille. En placage d’acajou ou en marqueterie, la tablette au-dessus du meuble est ceinturée par une fine galerie de cuivre jaune. L’abattant, qui dissimule des tiroirs et étagères, peut être fait de lamelles ou d’une pièce cintrée. Une tablette est escamotée vers l’avant pour écrire et de petits tiroirs sont disposés de chaque côté des jambes. Louis XVI fit l'acquisition d'un très luxueux et très  cher bureau cylindre auprès de l'ébéniste David Roentgen, bureau qui fut perdu sous la Révolution.
- Style Empire: du même style que le Louis XVI, avec une plus lourde ornementation, et la galerie supérieure (dessus du cylindre) est remplacée par une série de petits tiroirs ou d’étagères. Les pieds sont carrés terminés par les griffes du sphinx.
- Style Louis-Philippe: les lignes sont plus lourdes, les tiroirs descendent jusqu’au sol et reposent sur quatre petits pieds. Certains modèles sont surmontés d’une bibliothèque.
- Style Napoléon III: continuité du style Empire mais avec une tendance à accentuer l’aspect classement  par l’augmentation du nombre de tiroirs et éléments de bibliothèque.
- Comme pour le reste du mobilier, le bureau cylindre devient nettement plus sobre ; le développement de l’industrie, la fabrication en série et l’utilisation de bois plus ordinaires ou de panneaux composés (contreplaqué, panneau particules, etc.), le bon rapport qualité/prix, le montage en kit, etc., diminuent considérablement l’importance de ce type de meuble.